# Aeroporto da Cidade de Toronto Billy Bishop
Billy Bishop Toronto City Airport (IATA: YTZ, ICAO: CYTZ), também conhecido como Toronto Island Airport, é um pequeno aeroporto da cidade de Toronto, localizado em Toronto Islands.